# Штайнен (Рейнланд-Пфальц)
Штайнен (нім. Steinen) — громада в Німеччині, розташована в землі Рейнланд-Пфальц. Входить до складу району Вестервальд. Складова частина об'єднання громад Зельтерс (Вестервальд).
Площа — 4,20 км2. Населення становить 251 ос. (станом на 31 грудня 2020).

## Галерея

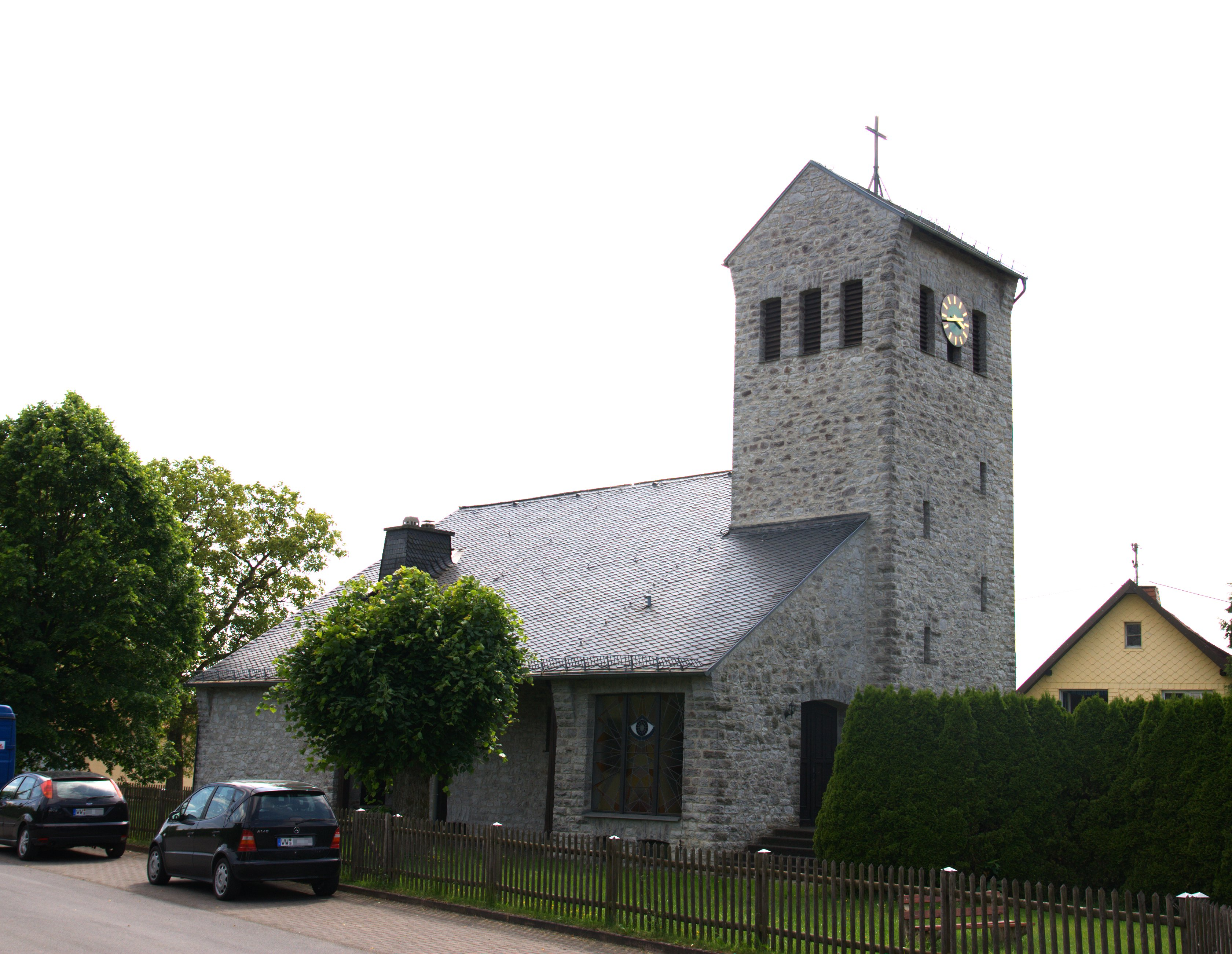
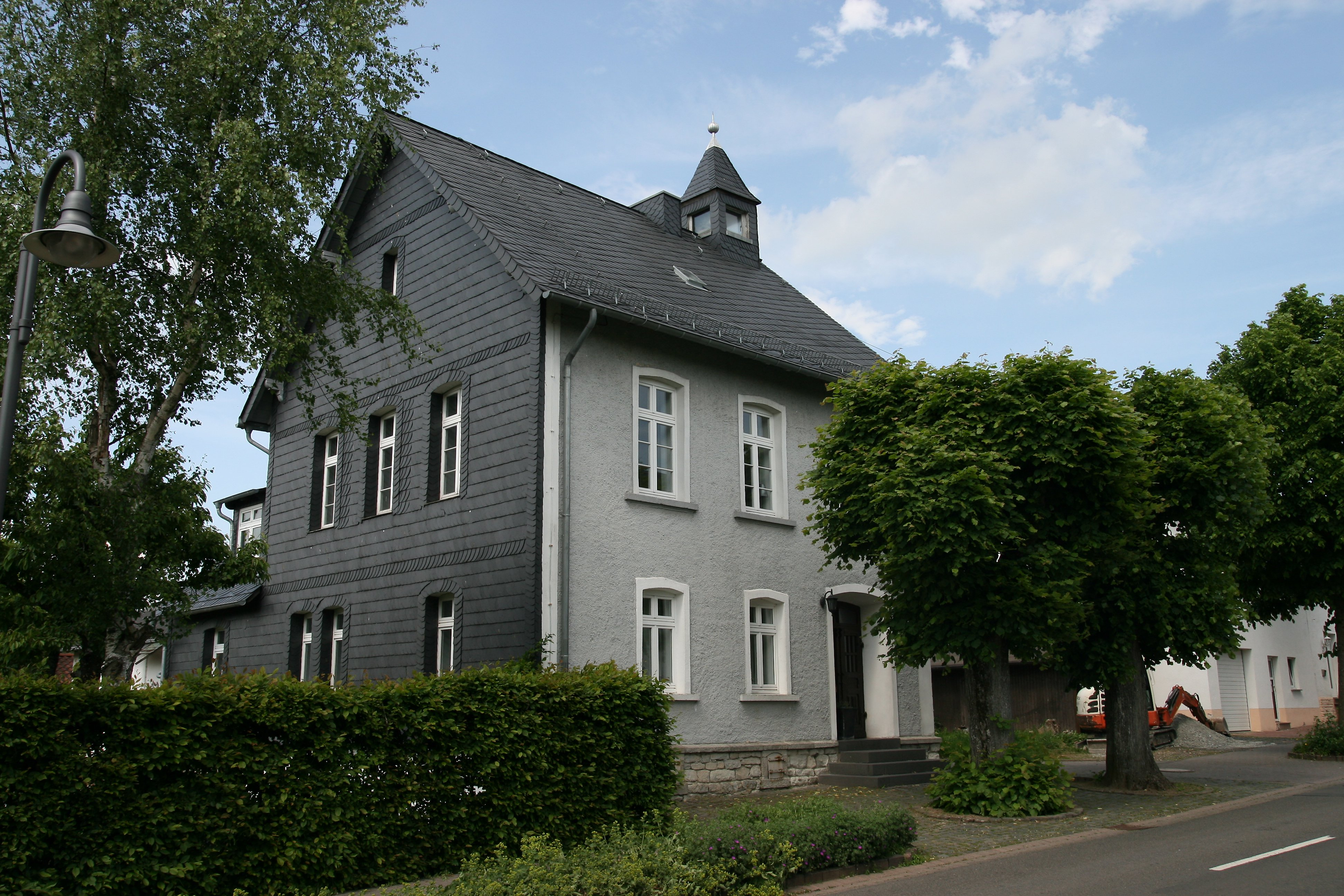